# Абрагам Курланд
Абрагам Курланд (дан. Abraham Kurland; нар. 10 червня 1912, Оденсе, Південна Данія — 14 березня 1999) — данський борець вільного та греко-римського стилів, дворазовий срібний призер чемпіонатів Європи з греко-римської боротьби, бронзовий призер чемпіонату Європи з вільної боротьби, срібний призер Олімпійських ігор.

## Життєпис
Після своїх попередніх успіхів, у тому числі срібної медалі в Лос-Анджелесській Олімпіаді в 1932 році, Абрагам Курланд був явним фаворитом на Олімпіаді в Берліні в 1936 році, але він бойкотував Ігри через свою єврейську віру. На чемпіонаті Європи 1934 року він виграв срібло в греко-римському стилі і бронзу у вільному стилі, здобувши ще одне срібло в греко-римському стилі в 1935 році. Після 1935 року він більше не брав участі в міжнародних чемпіонатах. Під час Другої світової війни Курланд утік до Швеції на човні з групою дансько-єврейських борців, де вони залишилися в родинах шведських борців. У 1945 році він повернувся до Данії та працював там тренером у 1948-62 роках. У 1948 році він спробував повернутися у великий спорт та взяв участь у Лондонській Олімпіаді, але безуспішно. На батьківщині Курланд виграв 12 чемпіонатів Данії у 1932-49 роках і брав участь у 13 різних міжнародних змаганнях.

## Спортивні результати на міжнародних змаганнях

### Виступи на Олімпіадах
| Змагання                    | Збірна | Вагова категорія                 | Місце                       |
| --------------------------- | ------ | -------------------------------- | --------------------------- |
| Літні Олімпійські ігри 1932 | Данія  | греко-римська боротьба, до 66 кг | Срібло                      |
| Літні Олімпійські ігри 1948 | Данія  | греко-римська боротьба, до 67 кг | вибув після третього раунду |

### Виступи на Чемпіонатах Європи
| Змагання                         | Збірна | Вагова категорія                 | Місце  |
| -------------------------------- | ------ | -------------------------------- | ------ |
| Чемпіонат Європи з боротьби 1934 | Данія  | греко-римська боротьба, до 66 кг | Срібло |
| Чемпіонат Європи з боротьби 1934 | Данія  | вільна боротьба, до 66 кг        | Бронза |
| Чемпіонат Європи з боротьби 1935 | Данія  | греко-римська боротьба, до 66 кг | Срібло |